# Круглов, Пётр Петрович
Пётр Петрович Круглов (1925—2007) — советский и российский военный деятель и педагог, кандидат военных наук, генерал-лейтенант. Начальник Пермского высшего военного командно-инженерного училища ракетных войск имени В. И. Чуйкова (1973—1983).

## Биография
Родился 12 июля 1925 года в Омске.
С 1943 года призван в ряды Рабоче-Крестьянской Красной армии и напрвлен для прохождения обучения в 3-е Ленинградское артиллерийское училище. С 1945 по 1957 год служил в частях Ракетных войск и артиллерии на различных командных должностях, в том числе командиром артиллерийского взвода, заместителем командира и командиром артиллерийской батареи, а так же начальником полковой школы артиллерийского полка.
С 1957 по 1961 год обучался на командном факультете Военной академии имени Ф. Э. Дзержинского.  С 1961 года служил в составе Ракетных войск стратегического назначения СССР. С 1961 года — начальник штаба и заместитель командира, с 1964 по 1966 год — командир 124-го ракетного полка,
в составе полка под руководством П. П. Круглова состояли ракетные комплексы с межконтинентальной баллистической ракетой РТ-2. С 1966 по 1969 год — заместитель командира 14-й ракетной дивизии в составе 5-го отдельного ракетного корпуса.
С 1969 по 1973 год — командир 36-й гвардейской ракетной дивизии в составе 27-й гвардейской ракетной армии, в частях  дивизии под руководством П. П. Круглова состояли пусковые ракетные установки с баллистическими ракетами средней дальности «Р-16». С 1973 по 1983 год — начальник Пермского высшего военного командно-инженерного Краснознамённого училища ракетных войск имени В. И. Чуйкова. В 1981 году училище под руководством П. П. Круглова за заслуги в подготовку офицерских кадров для Ракетных войск стратегического назначения СССР было награждено Орденом Красного Знамени, а в 1982 году училищу было присвоено почётное наименование «имени Маршала Советского Союза В. И. Чуйкова».
С 1983 по 1985 год  находился на научно-педагогической работе в Военной академии имени Ф. Э. Дзержинского на должности начальника командного факультета, где руководил подготовкой руководящих кадров для Ракетных войск стратегического назначения СССР. 
С 1985 года в запасе. 
Скончался 18 марта 2007 года в Москве.

## Высшие воинские звания
- Генерал-майор (29.04.1970)
- Генерал-лейтенант (28.10.1976)[7]

## Награды
- Орден Красного Знамени
- Орден Красной Звезды
- Орден «За службу Родине в Вооружённых Силах СССР» III степени[1]